# Петър Йорданов
Петър Йорданов е български автомобилен навигатор, един от най-популярните навигатори в България. Шампион в Българския рали шампионат за 2009, на дясната седалка в автомобил Пежо 207 S2000, с пилот Крум Дончев

## Биография
Роден е на 4 май 1983 г. в София. За първи път той е като помощник на Георги Танев и по-късно става навигатор. Почитател е на автомобилните състезания от доста отдавна. Предишните му занимания са били в сферата на моторните спортове, само са му помагали постепенно да се приближи към главната си цел, а именно да стане професионален навигатор. Сега желaнието му е стъпка по стъпка да направят още повече постижения в тази област.

## Кариера
- 2007 г. - навигатор на пилота Турал Метков
- 2008 г. - навигатор на Геогри Гвоздейков
- 2009 г. - навигатор на Крум Дончев.

Голямото предизвикателство за Крум Дончев и Петър Йорданов е участието в Рали България 2009, в което завършват на 2 място в генералното класиране (състезанието е прекратено предсрочно заради тежка катастрофа на екипажа Браян Лавио/Флавио Гулиелмини, в който Гулиелмини загива).
Следва участие в Рали Хеброс, което екипа печели без проблеми. След това състезание екипажа води класирането в националния рали шампионат 2009.
Въпреки че сезон 2009 започва с големи надежди за Крум Дончев и Петър Йорданов, финансовата криза, която е налегнала модерният свят, застига и автомобилният спорт. През месец август същата година от тима обявяват официално, че Крум Дончев и навигаторът му Петър Йорданов официално прекратяват участието си в Европейския рали шампионат за 2009 г., като няма да се състезават в оставащите кръгове от календара. Участието на екипажа (до този момент имаха шанс да спечелят европейската титла), е възпрепятстван поради недостиг на средства.
Екипажа спечелва всички състезания през годината (Рали „Траянови Врата“, Рали „Вида“, Рали „Стари столици“, в Рали „България“ е втори, но е най-високо класирал се български екипаж, и Рали „Хеброс“), с изключение на Рали Сърбия, което дава точки за националния шампионат. Екипажа спечелва всички състезания през годината (Рали Траянови Врата, Рали Вида, Рали Стари Столици, Рали България и Рали Хеброс)
- 2010 г. Дончев Спорт стават четирикратни рали шампиони на България. Отборът спечели 3 от общо 7-те кръга от Българския рали шампионат.

След победата на Рали „Траянови врата“, отбора смени своите спонсори „Приста Оил“ с немската фирма за смазочни продукти МАБАНОЛ.Така екипажа Дончев – Йорданов стартираха скъсеното рали „Вида“ с нови шарки на своето Пежо 207 от клас Супер 2000. Поради проблеми с дължината на предавките в предавателната кутия, Крум Дончев и Петър Йорданов изоставаха в сутрешните етапи, но наваксаха много в следобедните. Въпреки че подобряват значително времената си, шампионите завършват на трето място.
През месец май стартира 43-то Рали „Сърбия“, което е част от родния рали шампионат. В много трудни условия, при силен дъжд и градушка, Пепи и Крум завършиха първия състезателен ден като лидери в класирането. Във втория състезателен ден продължиха с доброто си каране, оглавявайки надпреварата до четвъртия етап, когато автомобила им получи технически проблем заради дефектирала шайба на коляновия вал. Въпреки това екипажът успя да завърши отсечката, но загуби много време, което е наваксаха от следващите го в класирането. Екипът отстранява проблема, но загубеното време е невъзможно да се компенсира.
Рали България ... – още с откриването на ралито, на преден план излизат множество сериозни организационни проблеми, засягащи само българските пилоти, участващи в ралито, което е част от националния шампионат, и на които е обещано да се състезават по регламента от националното рали. От Световната организация отказват, принуждавайки екипите да спазват правилата от Световния Рали шампионат, да закупят гуми от Пирели (Крум Дончев и повечето пилоти се състезават с BF Goodrich), които са единствен оторизиран доставчик на гуми за шампионата и да сменят горивото си с такова, одобрено от ФИА. Така освен, че трябва да се състезават с гуми, с които не са свикнали, екипажите изразходват голяма част от бюджетите си за тези излишни разходи. НО Първият ден от надпреварата автомобила на екипажа получи сериозна техническа повреда, като в СЕ „Белмекен“ счупиха преден диференциал. Въпреки че екипажа се завръща в сервизния парк и не завършва отсечката, те продължават да участват след отстраняване на аварията в ралито, по така наречения метод „Супер Рали“. Във втория състезателен ден екипажа продължи да изпитва сериозни технически трудности със своя автомобил Пежо 207 S2000. Колата се държи добре едва в третия състезателен ден, в който Дончев\Йорданов постигат добри етапни времена, изпреварвайки с резултатите си заводски тимове от WRC шампионата като състезаващият се с Форд „Фиеста“ S2000 Хенинг Солберг.
След неуспеха на Рали „България“ следващата надпревара е Рали „Сливен“. В първия ден на надпреварата Дончев и Йорданов имат проблеми с подбора на гуми и се движеха на 2-ра позидиция. Във втория ден водачите Димитър Илиев/Янаки Янакиев с Шкода Фабия S2000 получиха повреда в двигателя, която не можеха да отстранят и отпаднаха. След поемането на водачеството от Крум и Пепи те намалиха своето темпо, с което си осигуриха успешен финал и победата в Сливен.
Предпоследният кръг от шампионата Рали „Твърдица“ и последен за отбора на Дончев Спорт. Там екипажът печели Твърдишката надпревара 10 октомври 2010 г., с което си осигурява шампионската титла на България за четвърти път.
Рали „Хеброс“ – не стартира.